# Christian Holder
Arthur Christian Holder (Port of Spain, 18 giugno 1949 – Londra, 18 febbraio 2025) è stato un ballerino, coreografo e costumista trinidadiano naturalizzato britannico.

## Biografia
Christian Holder nacque a Trinidad nel 1949, figlio dell'artista Boscoe Holder e della moglie e musa Sheila Clarke; suo zio era Geoffrey Holder. La famiglia si trasferì a Londra durante la primissima infanzia di Holder, che all'età di quattro anni danzò nella compagnia del padre alla cerimonia di incoronazione della regina Elisabetta II. All'età di sette anni iniziò a studiare danza classica e a undici fu ammesso alla Corona Theatre School; nel 1955 interpretò Pip in Moby Dick. Prove per un dramma in due atti, portato in scena da Orson Welles al Duke of York's Theatre di Londra.
Nel 1963 vinse una borsa di studio offerta da Martha Graham per studiare al Martha Graham Center of Contemporary Dance e si trasferì a New York l'anno dopo; qui studiò alla High School of Performing Arts, ove fu notato da Robert Joffrey, che lo volle nella sua compagnia. Holder avrebbe danzato con il Joffrey Ballet dal 1966 al 1979, apparendo come solista in coreografie di Joffrey, Kurt Jooss, Leonid Massine, Jerome Robbins, Alvin Ailey, José Limón e Agnes de Mille; danzò con la compagnia anche in occasione del loro debutto londinese al London Coliseum nel 1971. Dal 1974 al 1984 disegnò costumi per Tina Turner.
Dal 1979 al 1981 fu ballerino ospite alla San Francisco Opera, ove curò coreografie per un allestimento de La vedova allegra con Joan Sutherland (1981) e danzò ne La Gioconda con Renata Scotto e Luciano Pavarotti (1979), nel Samson et Dalila con Plácido Domingo e Shirley Verrett e nell'Aida con Leontyne Price. Nel 1980 si trasferì in Italia per danzare con la compagnia Aterballetto di Amedeo Amodio a Reggio Emilia per sei mesi. Nel 1991 il suo balletto Les Liaisons Dangereuses (di cui curava anche i costumi) fu portato al debutto a Jacob's Pillow e due anni dopo fu riproposto al Metropolitan Opera House dall'American Ballet Theatre. Nel 2000 il suo balletto Weren't We Fools? fu portato al debutto dall'ABT e nella stessa stagione tornò alla San Francisco Opera come coreografo di un nuovo allestimento dell'Aida; tre anni più tardi l'Atlanta Ballet portò in scena il debutto mondiale del suo Transcendence. Nel 2006 è tornato a danzare con il Joffrey Ballet in occasione di un loro allestimento della Cenerentola di Frederick Ashton.
Ritornò a Londra nel 2009 e qui morì improvvisamente nel 2025 all'età di settantacinque anni.